# 加賀型戦艦
加賀型戦艦（かががたせんかん）は、日本海軍が八八艦隊計画で考案した戦艦。
長門型戦艦の拡大改良型である。時代的にはアメリカ海軍のサウスダコタ級戦艦（ダニエルズ・プラン）に相当し、同級に対抗できる超弩級戦艦であった。
なお計画時の番号は「加賀」が第7号戦艦、「土佐」が第8号戦艦だが、土佐型戦艦、もしくは土佐級戦艦と呼称した事例がある。
加賀（八八艦隊第3番艦、神戸川崎造船所）と土佐（八八艦隊第4番艦、三菱長崎造船所）とも、ワシントン海軍軍縮条約により他の八八艦隊各艦と共に建造中止となった。
加賀型2隻は標的艦として実験に使用したあと処分する予定だったが、横須賀海軍工廠で空母改造工事中の天城型巡洋戦艦「天城」が関東大震災で損傷・廃棄されたため、代艦として「加賀」は横須賀で航空母艦に改装された。
同型艦「土佐」は進水後に予定どおり標的艦として使用され、1925年（大正14年）2月9日に海没廃棄処分となった。

## 概要
加賀型戦艦（加賀級戦艦）は、八四艦隊案（その後、八六艦隊案、八八艦隊と発展）によって2隻が建造された超弩級戦艦である。
長門型戦艦（長門級戦艦）と同じく高速戦艦とも呼ぶべき戦艦であり、八八艦隊計画の長門型に次ぐ第3番艦（加賀）、第4番艦（土佐）として計画された。
先行の長門型2隻では完全に取り入れる事が出来無かったユトランド沖海戦など第一次世界大戦の戦訓を徹底して取り入れており、長門型で採用された集中防御方式をさらに強化している。
長門型では舷側の装甲帯の上部装甲はより薄くなっており、またその装甲は舷側に垂直に取り付けられていた。これに対し加賀型では舷側の装甲帯の装甲厚（10-11吋/インチ）は上部〜下部ともに完全に同一になっている。また、一部の装甲を傾斜式にするなどして更なる防御力の強化を図っている。この時点で、日本海軍の防御設計は従来の英国式のものから完全に脱却した。さらに、日本海軍の戦艦で初めて煙路防御を施している。砲塔12インチ・砲塔天井6インチ、遠距離砲戦で重要となる水平防御の為に甲板に張られた装甲は4インチもあり、建造時は世界最強の防御を持っていた。ちなみに当時のアメリカの最新鋭戦艦の水平防御装甲厚は3.5インチである。水線下には、日本海軍艦艇初のバルジを装着した。
攻撃力の面では、長門型が41センチ砲4基8門であったのに対して、加賀型は1基砲塔数が増加して5基10門となり、世界最大の主砲を10門搭載する重武装となっている。長門型の砲塔と形状が若干異なり、仰角は増しているが（長門型は仰角30度俯角5度、加賀型は仰角35度俯角3度）、砲塔の側面装甲は若干減らされている。
速力の面では、従来の戦艦よりも高速化を図った。第一次世界大戦終結直後、15インチ砲8門を搭載して32ノットを発揮しつつ防御力を備えたイギリス海軍のアドミラル級巡洋戦艦（フッド型）が出現し、ユトランド沖海戦の戦訓もあわせて、列強各国は戦艦の高速化を意識するようになった。
本型は、長門型より新式で91,000馬力を発揮する新式機関を搭載した。これにより長門型より船体規模、排水量が大幅に増加して39,979トンになったにもかかわらず、長門型の21基より少ない12基で26.5ktの高速を維持できる見込みであった。缶数が減少した事により、煙突は長門型の2本から1本になった。

## 艦歴

### 加賀
1917年（大正6年）6月21日特別召集の第39回帝国議会で、戦艦3隻（陸奥、加賀、土佐）と巡洋戦艦2隻（天城、赤城）の予算が承認された（7月20日交付）。
1918年（大正7年）5月15日、日本海軍は八八艦隊第3番艦（仮称第七号戦艦）を加賀と命名する（土佐と同日付）。同日付で2隻は『戦艦』として艦艇類別等級表に登録された。
1920年（大正9年）7月19日、「加賀」は神戸川崎造船所（現・川崎重工業神戸工場）で起工。
1921年（大正10年）11月17日午前8時30分、進水。進水式には大正天皇名代として伏見宮博恭王が臨席した。また東宮武官の及川古志郎も派遣された。加賀進水式から数日後の11月22日、神戸川崎造船所では天城型巡洋戦艦「愛宕」が起工したが、12月中旬に建造を見合わせた。
1922年（大正11年）初頭、ワシントン会議で日本側は加賀型戦艦2隻（加賀、土佐）の空母改造を提案している。
加賀型2隻の空母改造了承との報道もあったが、結局、空母に改造する未完成艦は天城型巡洋戦艦2隻に決定した。
ワシントン海軍軍縮条約により加賀型は姉妹艦2隻とも廃艦となり、各種兵器の実験の実験に使用され、その後は処分される予定だった。
また「加賀」の主砲砲身が余ったため、主砲の装填動作不良に悩まされていた「長門」に丸ごと流用された。
同年7月8日、「加賀」は川崎造船所から海軍に引き渡される。7月11日、特務艦「富士」に曳航され、護衛の装甲巡洋艦「八雲」と共に神戸を出発する。
7月14日、横須賀に到着した。本艦は、そのまま横須賀で放置された。「土佐」の実験予備艦であったという。

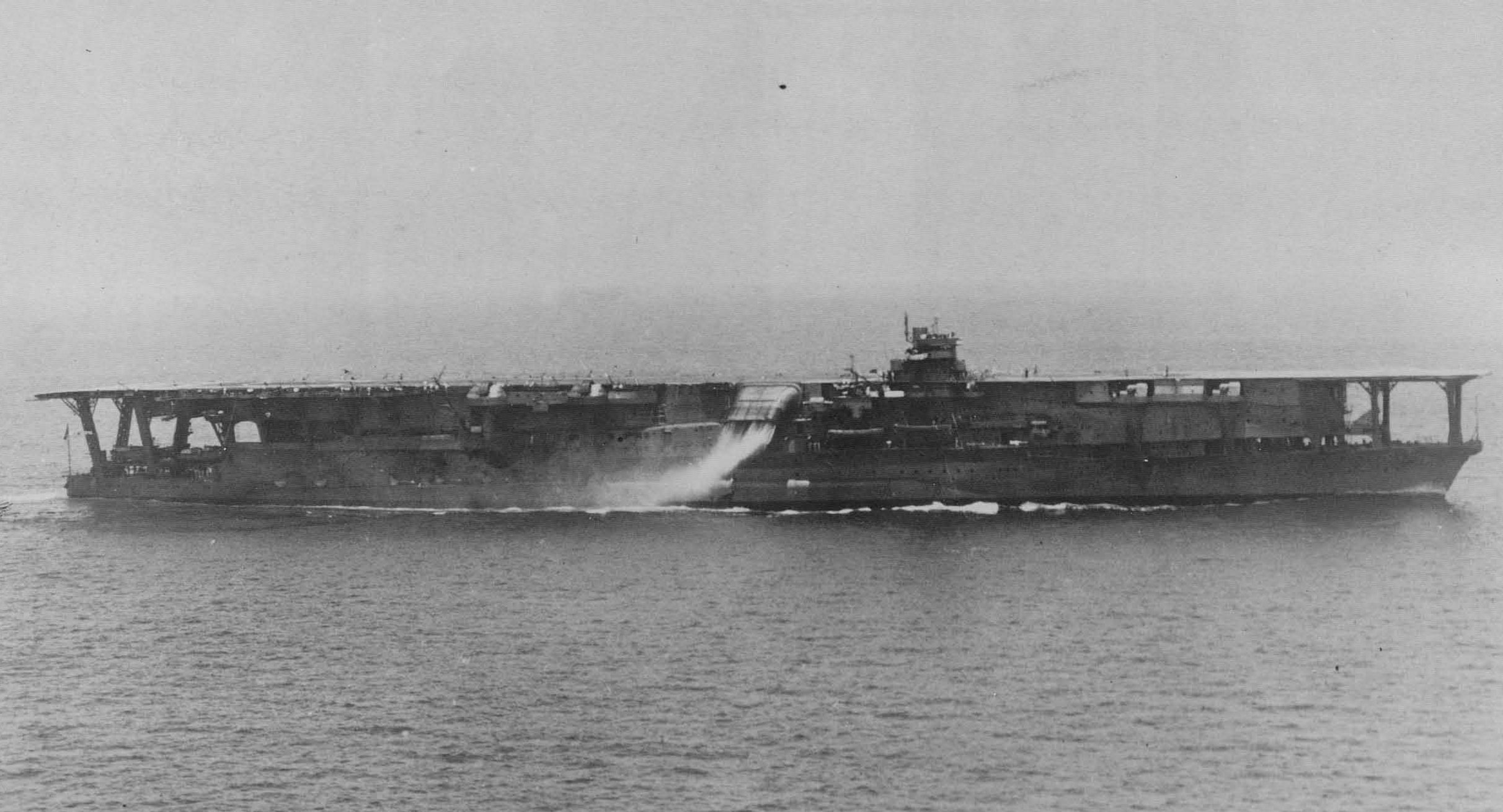
近代化大改装後の加賀

1923年（大正12年）9月1日、横須賀海軍工廠で巡洋戦艦から航空母艦に改造中だった「天城」が関東大震災で損傷した。修理不能の損傷を受け、日本海軍は廃棄と解体を決定する。
その代艦として、横須賀に繋留されていた「加賀」が、航空母艦に改造されることになった。
1923年（大正12年）11月19日付で2隻（加賀、赤城）は、それぞれ戦艦と巡洋戦艦から空母に類別変更される。12月13日、横須賀海軍工廠で「加賀」の工事が再開する。試行錯誤の末に、1928年（昭和3年）3月、航空母艦として竣工した。実際には飛行甲板や格納庫の艤装工事が完成しておらず、翌年になっても工事を続けていた。
艦型としては「赤城」を姉妹艦として扱い、「赤城型航空母艦」や、「赤城級航空母艦」と呼称した事例がある。
戦間期において、アメリカ海軍のレキシントン級航空母艦、イギリス海軍のグローリアス級航空母艦と並ぶ有力な航空母艦であった。「加賀」は日本海軍航空隊の主力空母として活躍し、1934年（昭和9年）6月から1935年（昭和10年）6月の大改装で第一線級の能力を保持しつづけた。1942年（昭和17年）6月5日のミッドウェー海戦で沈没した。

### 土佐

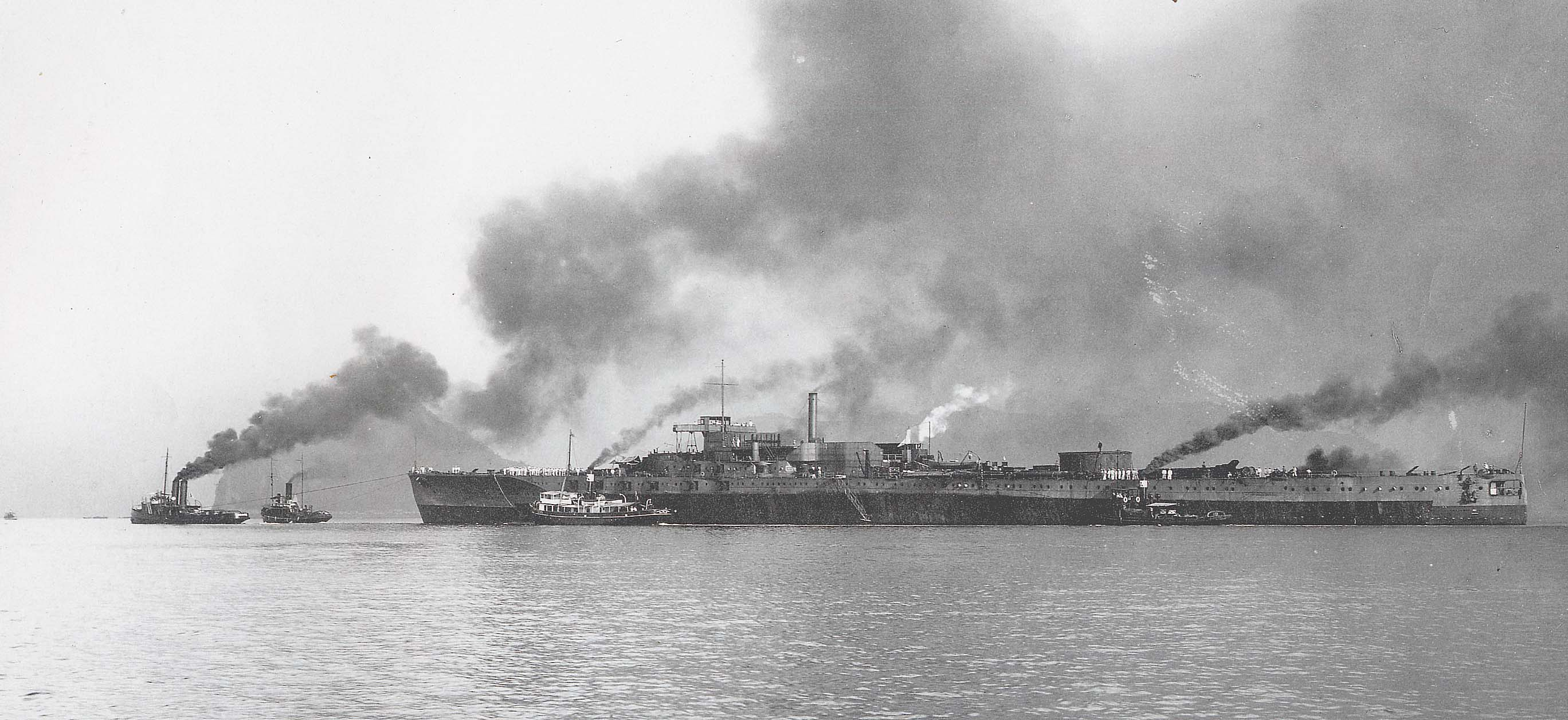
タグボートに曳かれて長崎港を出港し、呉へ向かう「土佐」。1922年（大正11年）8月1日撮影。

『土佐』の艦名は、旅順攻囲戦で日本軍が鹵獲したロシア海軍戦艦「レトヴィザン」を改称する際、改名候補の一つに挙げられていた（実際は肥前と命名）。
八八艦隊計画における本艦（仮称第八号戦艦）は、1918年（大正7年）5月15日付で土佐と命名される（加賀と同日付）。同日付で『戦艦』として艦艇類別等級表に登録。1919年（大正8年）1月、三菱造船長崎造船所（現・三菱重工長崎造船所）建造契約を締結。1920年（大正9年）2月16日、鎮西大社諏訪神社宮司により祓清の儀式をおこない、三菱長崎造船所で起工した。
4月2日、皇太子時代の昭和天皇と随行の東郷平八郎海軍大将が、香取型戦艦「香取」に乗艦して長崎港に到着した。
同日午後、皇太子は三菱長崎造船所に移動すると、建造中の峯風型駆逐艦「矢風」（4月10日進水）を見学した。続いて第一船台の「土佐」において、皇太子が最初のリベットを締める。その後、皇太子は艤装工事中の球磨型軽巡洋艦「多摩」（長崎造船所で同年2月10日進水）を見学し、「香取」に戻った。
同年5月、技術供与の見返りとして、イギリスに本艦機関図面の一部を提供する。
1921年（大正10年）12月18日午前10時30分、「土佐」は進水した。進水命名式には大正天皇の名代として、伏見宮博恭王が臨席した。加藤友三郎海軍大臣の代理として、財部彪大将が命名書を読み上げた。造船所側では「土佐」の最後を飾るため出来るだけ盛大な進水式とし、海軍も航空機を飛ばして景気を添えた。しかし、進水の際にくす玉が割れないというアクシデントが発生し、縁起の悪さが囁かれた。
進水式後の翌19日、三菱長崎造船所では天城型巡洋戦艦「高雄」の建造が始まった。
ワシントン軍縮会議では「加賀」と「土佐」の空母改造決定との報道もあったが、最終的に空母改造対象は天城型巡洋戦艦2隻に決定した。ワシントン海軍軍縮条約の締結により、1922年（大正11年）2月5日付で日本海軍は「土佐」の建造中止を発令する。同年7月31日、未完成のまま海軍に引き渡され、軍艦旗が掲げられた。この時点で最上甲板以下の船体はほぼ完成しており、砲塔や煙突なども別に製作が進められていた。その後、各艦（肥前、石見、土佐、安芸、薩摩）は標的艦として処分されることになった。建造に携わった造船関係者は「前途を祝福されたはずの土佐がドザ（土左衛門）になった」と自嘲したという。授受式で、造船所所長は「土佐は世界の軍艦中全ての点において最も優ってていると信ずるが、近く廃艦同様の運命に陥るのは関係者として肉親に別るる以上大きな悲しみである」と語り、海軍側は「土佐の運命は偉人が短かい運命であったたと同様である」と答えた。
艦上では、作業員の仮居住施設や被曳航装置の設置が行われる。同年8月1日から8月4日にかけて運用術練習艦「富士」に曳航されて、装甲巡洋艦「八雲」護衛下で出港、豊後水道経由で呉へと回航された（当時、呉海軍工廠では天城型2番艦赤城建造中）。その後、呉軍港沖合に繋留された。姉妹艦と同様に、新兵器実験を行ったあと処分する予定であった。
1924年（大正13年）4月14日、天城型巡洋戦艦3隻、加賀型2番艦「土佐」、紀伊型戦艦2隻の建造取り止めの令が通達される。同日付で6隻は戦艦・巡洋戦艦のそれぞれから削除・除籍された。
建造中止になった「土佐」を含む八八艦隊の各艦の資材は、横須賀海軍工廠の「天城」（のち加賀）や、呉海軍工廠の「赤城」、建造中の迅鯨型潜水母艦などに流用された。「土佐」の場合、具体的には混燃罐が潜水母艦「長鯨」（長崎造船所）に、石油専燃ボイラーが扶桑型戦艦の改装用と記録されている。
機関に関しては、東洋汽船が天洋丸級貨客船の改造に際し「加賀」と「土佐」の石油専燃ボイラーの譲り受けを希望し、海軍省とも交渉が進んでいたという。だが諸事情により実現しなかった。
「土佐」のために製造されたスクリュー（推進器）4個は、「加賀」部品として横須賀海軍工廠に送られた。三ツ子島に保管されていた「土佐」の推進器も、同様に「加賀」の部品として呉工廠から横須賀工廠へ送られたという。
また1923年（大正12年）の段階で加賀型の主砲塔は10基が完成し、天城型の主砲塔は4基が完成または完成間近だった。「土佐」の主砲塔のうち2基は陸軍の特殊起重機船「蜻州丸」により運搬され、対馬要塞豊砲台に1基（土佐1番砲塔、1932年（昭和7年）完成）、釜山要塞張子嶝砲台に1基（土佐2番砲塔、1930年（昭和5年）完成）が運搬されて、現地で要塞砲として活用された。横須賀海軍工廠で保管されていた三番砲塔は、後日1933年（昭和8年）に特務艦「知床」によって呉工廠へ運ばれ、戦艦「長門」の改装に利用されたという。加賀型の41cm砲塔は8基残っていたが、この3番砲塔をふくめ「長門」と「陸奥」の近代化改修にもちいられた。
「土佐」は1924年（大正13年）6月から数ヶ月に渡る実験に従事した。実験内容は、亀ヶ首試射場（呉港外）からの砲撃や、船体に固定した爆薬を用いた。砲弾や魚雷などに対する防御力強化や新型砲弾（後の九一式徹甲弾）の効果の研究であり、これによって得られたデータは建造予定の1万トン級巡洋艦や、後の大和型戦艦の設計にも活かされた。特に四〇cm徹甲弾（距離20000m）に対する射撃では、落下角度約17度・舷側25m地点に弾着した弾頭が水中弾となって水線下約3m部分に命中、水雷防御 を貫通して機械室で炸裂、浸水3000トン・傾斜5度の被害を生じた。
1925年（大正14年）2月2日、「土佐」は標的艦「摂津」に曳航されて呉を出港する。翌日佐伯港に入港。仮搭載物の撤去や海没廃棄用発火装置の取り付けを行った。2月6日の海没廃棄予定は悪天候のため中止。
2月8日午前9時、2隻（摂津、土佐）は佐伯を出発する。同年2月9日、「土佐」は艦名の由来となった高知県の沖の島西方約10海里地点にて海没廃棄処分された（豊後水道南方海面）。海没処分開始は午前1時以降、全没は午前7時頃。海没地点の水深は350フィート。
長崎市の端島は、「軍艦島」の愛称を持つが、これは島を横から見た姿が（未完成状態の）土佐のシルエットに似ていた事に由来すると言われる。また、「土佐は廃棄されておらず、どこかに秘匿されている」という噂が、当時の少年たちの間で囁かれていたという。